# Clover Park (Nouvelle-Zélande)
Clover Park est une banlieue de la cité d’Auckland, située dans l’île du Nord de la Nouvelle-Zélande. 

## Situation
Elle siège au sud de la cité d' Auckland.

## Gouvernance
Elle est sous la gouvernance du Conseil d'Auckland, et est située dans le ward de Manukau, une des 13 divisions administratives de la cité d’Auckland.

## Démographie
.
Le secteur de Clover Park, comprenant les zones statistiques de Clover Park North et Clover Park South, avait une population de 8 922 habitants lors du recensement de 2018 en Nouvelle-Zélande, en augmentation de 981 personnes (soit 12,4 %) depuis le recensement de 2013, et une augmentation de 858 personnes (soit 10,6 %) depuis le recensement de 2006. 
Il y a 1 938 logements. 
On comptait 4 425 hommes et 4 500 femmes, donnant ainsi un sex ratio de 0,98 homme pour une femme, avec 2 448 personnes (soit 27,4 %) âgées de moins de 15 ans, 2 277 personnes  (soit 25,5 %) âgées de 15 à 29 ans, 3 510 personnes (39,3 %) âgées de 30 à 64 ans, et 690 personnes (soit 7,7 %) âgées de 65 ans ou plus.
Les ethnicités étaient pour 14,9 % d’européens/Pākehā, 17,9 % de Maoris, 56,4 % de personnes originaires du Pacifique, 27,2 % d’asiatiques, et de 1,5 % d’autres ethnicités (le total peut être supérieure à 100 %, dès lors qu’une personne peut se déclarer de multiples ethnicités en fonction de ses ascendants).
La proportion de personnes nées outre-mer était de 40,5 %, comparée avec les 27,1 % au niveau national.
Bien que certaines personnes refusent à donner leur religion, 21,2 % disent n’avoir aucune religion, 56,9 % étaient chrétiens, 7,2 % étaient hindouistes, 2,4 % étaient musulmans 3,7 % étaient bouddhistes et 3,9 % avaient une autre religion.
Parmi ceux de plus de 15 ans d’âge, 666 presonnes (soit 10,3 %) avaient une licence ou un diplôme supérieur et 1 467 personnes (soit  22,7 %) n’avaient aucune qualification formelle. 
Le statut d’emploi de ceux de plus de 15 ans était pour 3 225 personnes (49,8 %) un emploi à plein-temps, pour 759 personnes (11,7 %) un emploi à temps partiel et 408 personnes (soit 6,3 %) étaient sans emploi.

## Éducation
- L’école de ‘Redoubt North School’ est une école assurant tout le primaire (allant de l’année 1 à 8) avec un effectif de 626 élèves[2]

- ‘Kia Aroha College’ est une école secondaire (allant de l’année 7 à 13) avec un effectif de 187 élèves.

Certaines classes sont enseignées en langue Māori et certaines en langues du Pacifique.
Il fut constitué en janvier 2011, quand ‘Clover Park Middle School’ fusionna avec ‘Te Whanau o Tupuranga’.